# Prawa elektrolizy Faradaya
Prawa elektrolizy Faradaya – dwa prawa elektrochemii sformułowane przez Michaela Faradaya w 1834 roku.

## Pierwsze prawo
Masa substancji wydzielonej podczas elektrolizy jest proporcjonalna do ładunku, który przepłynął przez elektrolit
{\displaystyle m=q\cdot k=I\cdot t\cdot k,}
gdzie:
{\displaystyle k} – równoważnik elektrochemiczny,
{\displaystyle q} – ładunek elektryczny,
{\displaystyle I} – natężenie prądu elektrycznego,
{\displaystyle t} – czas.

## Drugie prawo
Ładunek {\displaystyle q} potrzebny do wydzielenia lub wchłonięcia masy {\displaystyle m} jest dany zależnością
{\displaystyle q={\frac {Fmz}{M}},}
gdzie:
{\displaystyle F} – stała Faradaya (w kulombach/mol),
{\displaystyle z} – ładunek jonu (bezwymiarowe),
{\displaystyle M} – masa molowa jonu (w gramach/mol).
Inne sformułowanie drugiego prawa elektrolizy Faradaya brzmi:
Stosunek mas {\displaystyle m_{1}} oraz {\displaystyle m_{2}} substancji wydzielonych na elektrodach podczas przepływu jednakowych ładunków elektrycznych jest równy stosunkowi ich równoważników elektrochemicznych {\displaystyle k_{1}} oraz {\displaystyle k_{2}} i stosunkowi ich mas równoważnikowych {\displaystyle R_{1}} oraz {\displaystyle R_{2},} czyli:
{\displaystyle {\frac {m_{1}}{m_{2}}}={\frac {k_{1}}{k_{2}}}={\frac {R_{1}}{R_{2}}}.}